# Yareba
Le yareba est une langue papoue parlée en Papouasie-Nouvelle-Guinée, dans la province nord (ou province d'Oro).

## Classification
Le yareba est un des membres de la famille des langues yarebanes, une des familles de langues papoues.

## Phonologie
Les  voyelles du yareba sont :

### Voyelles
|         | Antérieure | Postérieure |
| ------- | ---------- | ----------- |
| Fermée  | i [i]      | u [u]       |
| Moyenne | e [e]      | o [o]       |
| Ouverte |            | ɑ [ɑ]       |

### Consonnes
Les consonnes du yareba sont :
|              |              | Bilabiales | Dentales | Dorsales | Dorsales |
| ------------ | ------------ | ---------- | -------- | -------- | -------- |
| Palatales    | Vélaires     | Bilabiales | Dentales |          |          |
| Occlusives   | Sourde       |            | t [t]    |          | k [k]    |
| Occlusives   | Sonore       | b [b]      | d [d]    |          | g [g]    |
| Fricative    | Fricative    | ɸ [ɸ]      | s [s]    |          |          |
| Affriquée    | Affriquée    |            |          | dz [d͡z]  |          |
| Nasale       | Nasale       | m [m]      | n [n]    |          |          |
| Battue       | Battue       |            | r [r]    |          |          |
| semi-voyelle | semi-voyelle | w [w]      |          | y [ j]   |          |

## Sources
- (en) Harry Weimer, 1992, Yareba Organised Phonological Data, manuscrit, Ukarumpa, SIL International.
- (en) Mark Donohue, 2007, The Papuan Language of Tambora, Oceanic Linguistics 46:2, pp. 520-537.